# Grup d'Exèrcits de la Regió Central
El Grup d'Exèrcits de la Regió Central (GERC) va ser una formació militar de l'Exèrcit Popular de la República que va existir durant l'última etapa de la Guerra Civil Espanyola. Va estar al comandament del general José Miaja Menant.

## Historial
Va ser creat el 16 d'abril de 1938 per una directiva de l'Estat Major republicà, que va reorganitzar a les forces republicanes després dels desastres militars durant la retirada d'Aragó i la divisió de la zona republicana en dues. Originalment havia estat denominat com a «Agrupació d'Exèrcits de la Zona Centre-Sud», per a després prendre el seu nom definitiu. En el moment de la seva creació, estava compost per cinc exèrcits de camp (Andalusia, Extremadura, Centre, Llevant i Maniobra), 16 Cossos d'Exèrcit, 49 divisions i 138 brigades mixtes. També disposava d'una brigada encarregada de la defensa de costes, de dues brigades antiaèries de la Defensa Contra Aeronaus (DCA), així com unitats de tancs, enginyers, transports, fortificacions, etc.
Al desembre de 1938 estava prevista la seva intervenció dins de l'anomenat pla «P», una important ofensiva a Extremadura que es veuria acompanyada d'un desembarcament després de les línies enemigues a Motril i de diversos atacs diversius a Andalusia i el Front de Madrid. L'oposició del General Miaja i d'altres militars republicans va fer que el pla no es dugués a terme, i només es desenvoluparà una ofensiva de menor importància que va acabar fracassant poc després de començar.
Després de la caiguda de Catalunya, el 2 de març de 1939 el president Juan Negrín va disposar la reorganització de les forces republicanes en la zona centro i va decretar la dissolució del GERC, així com una reorganització de comandaments. No obstant això, el Cop de Casado que va esclatar uns dies després impediria la consecució d'aquestes mesures.

## Comandaments
Comandant en cap
- general de divisió José Miaja Menant;[6]

Cap d'Estat Major
- coronel Manuel Matallana Gómez;[7]
- 2n Cap d'Estat Major: coronel d'infanteria Félix Muedra Miñón;
- 1a Secció: tinent coronel d'Estat Major Francisco Domínguez Otero;[8]
- 2a Secció: tinent coronel d'Estat Major Antonio Garijo Hernández;
- 3a Secció: tinent coronel d'Infanteria Eduardo Sáenz de Aranaz;

Comissari
- Jesús Hernández Tomás, del PCE;[9]

Comandant general d'Artilleria
- tinent coronel d'artilleria Fernando Casado Veiga;[10]

Comandant general d'Enginyers
- coronel d'Enginyers Tomás Ardid Rey;[11]

## Ordre de batalla

### Abril-maig de 1938
| Cos d'Exèrcit dependent        | Divisions integrades | Sector                                    |
| Exèrcit del Centre             |                      |                                           |
| I Cos d'Exèrcit                | 1a, 2a i 69a         | Guadarrama - Somosierra                   |
| II Cos d'Exèrcit               | 4a, 7a i 65a         | Las Rozas de Madrid - Usera - Carabanchel |
| III Cos d'Exèrcit              | 9a, 15a i 18a        | Jarama-Aranjuez                           |
| IV Cos d'Exèrcit               | 12a, 17a i 33a       | Guadalajara - Montes Universales          |
| VI Cos d'Exèrcit               | 5a, 10a i 8a         | Tajo - Jarama                             |
| XIV Cos d'Exèrcit (Guerriller) | -                    | Rereguarda                                |
| Exèrcit d'Extremadura          |                      |                                           |
| VII Cos d'Exèrcit              | 36a, 37a i 29a       | Algodor - Zújar                           |
| VIII Cos d'Exèrcit             | 67a, 38a i 63a       | Zújar - Guadalmellato                     |
| Exèrcit d'Andalusia            |                      |                                           |
| IX Cos d'Exèrcit               | 20a, 21a i 54a       | Còrdova - Jaén                            |
| XXIII Cos d'Exèrcit            | 23a i 71a            | Granada - Almeria                         |
| Exèrcit de Llevant             |                      |                                           |
| XIII Cos d'Exèrcit             | 25a, 28a i 39a       | Montes Universales - Albarrasí            |
| XIX Cos d'Exèrcit              | 40a, 64a i 66a       | Terol                                     |
| Exèrcit de Maniobra            |                      |                                           |
| XXI Cos d'Exèrcit              | 70a, 22a i 6a        | Llevant                                   |
| XXII Cos d'Exèrcit             | 19a i 41a i 47a      | Llevant                                   |
| Reserves del GERC              |                      |                                           |
| XVI Cos d'Exèrcit              | 13a, 14a i 48a       | —                                         |
| XVII Cos d'Exèrcit             | 51a 52a i 53a        | —                                         |
| XX Cos d'Exèrcit               | 49a, 50a i 68a       | —                                         |